# 加尔达
加尔达（義大利語：Garda），是意大利维罗纳省的一个市镇。总面积16.11平方公里，人口3992人，人口密度247.8人/平方公里（2009年）。ISTAT代码为023036。